# Ivoires de Grado
Les Ivoires de Grado (Avori di Grado en italien) sont ce qui reste d'un cycle d'ivoires qui recouvrait la cathèdre épiscopale de la basilique Sant'Eufemia de Grado, province de Gorizia, région autonome du Frioul-Vénétie Julienne, en Italie.

## Caractéristiques

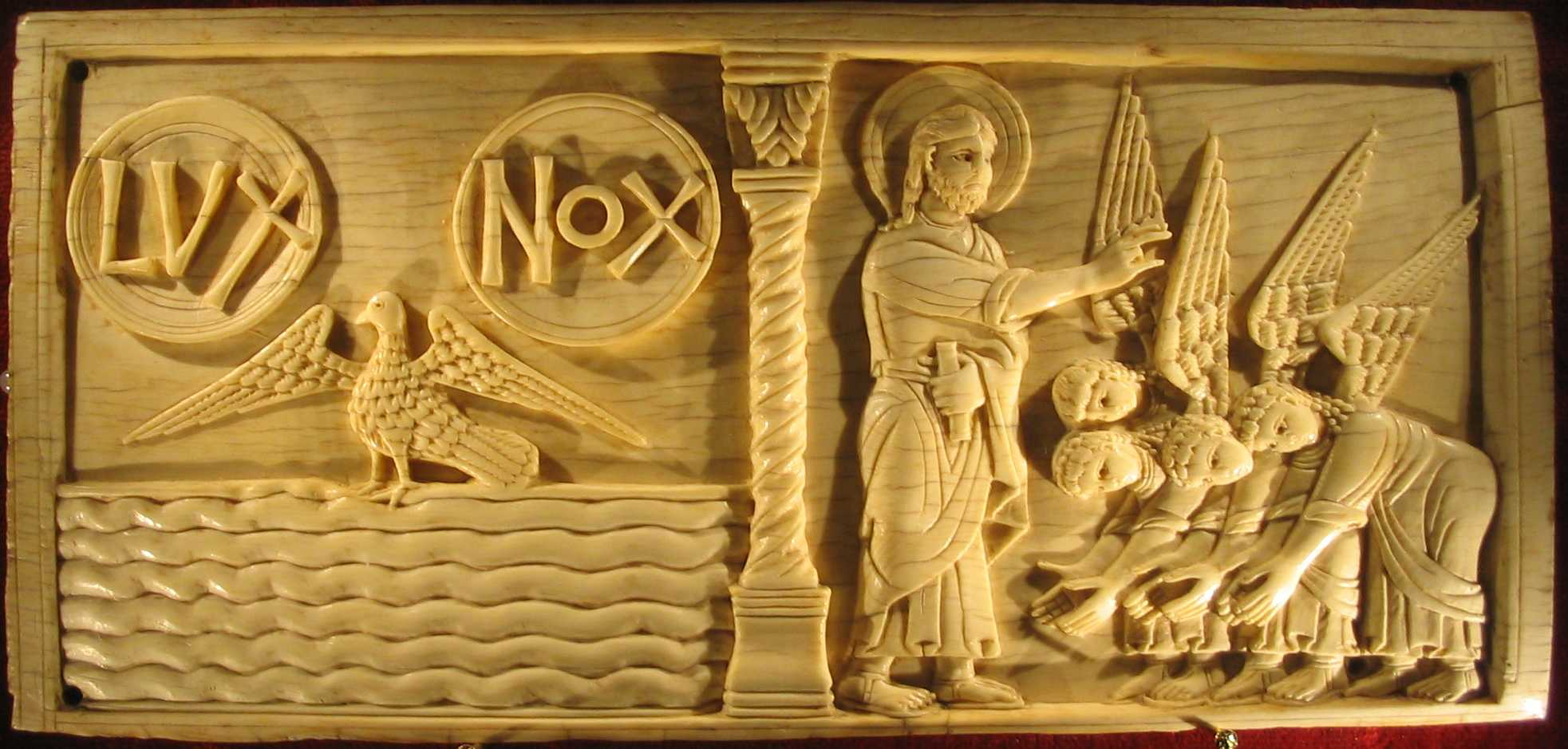
Paque semblable aux Ivoires de Grado, conservé au musée diocésain de Salerne représentant le premier jour de la Création.

Probablement fabriqué en Orient, le trône d'ivoire a peut-être été commandé à Byzance par l'empereur Héraclonas et donné au diocèse d'Alexandrie en Égypte ; de là, presque certainement à la suite d'échanges commerciaux, il a été amené à Grado où il est resté intact au moins jusqu'au milieu du XVe siècle. Sa datation varie entre le VIe et le VIIe siècle.

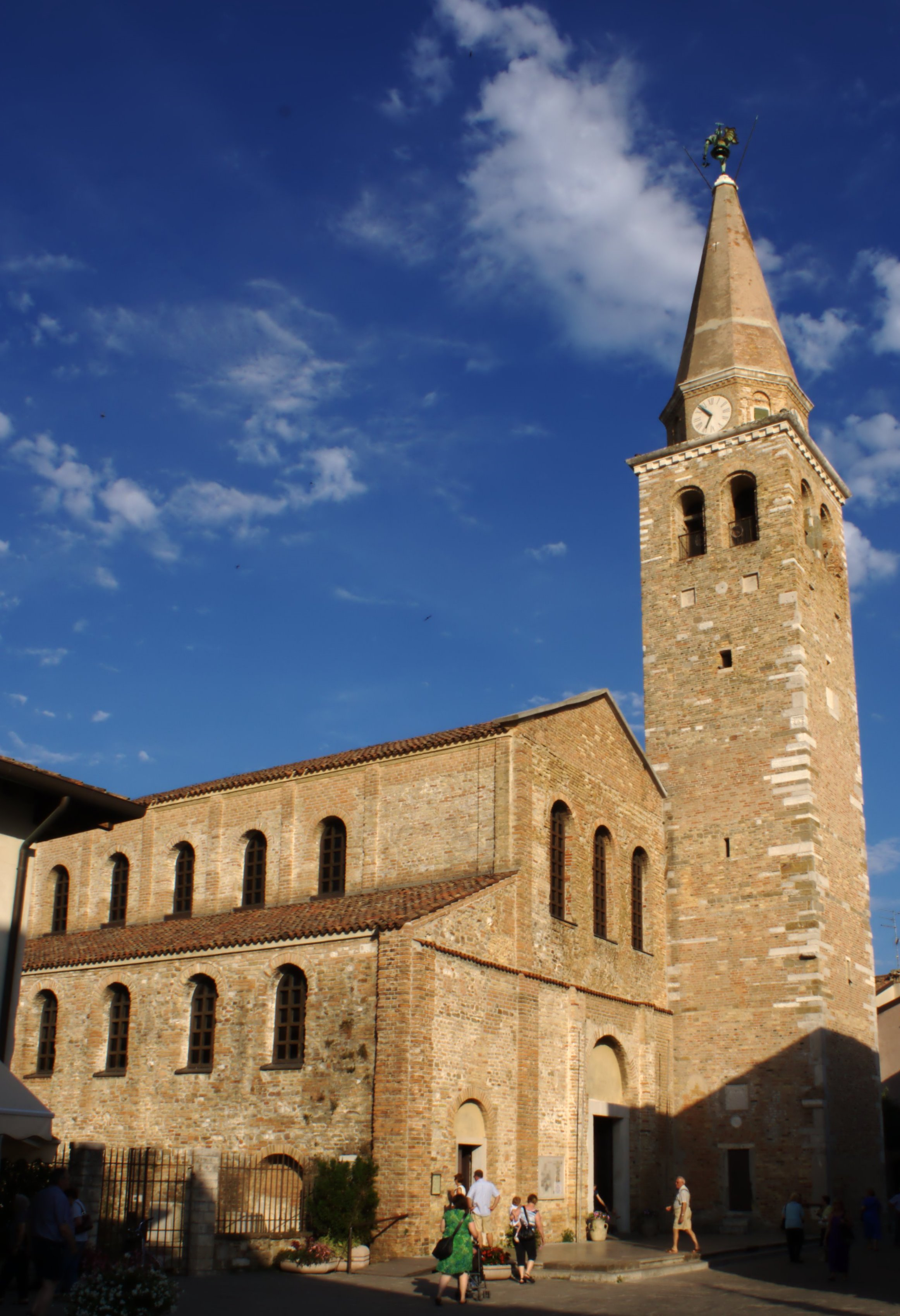
La Basilique Sant'Eufemia de Grado, où se trouvaient à l'origine les ivoires de Grado.

Le décor est divisé en deux parties : un cycle avec le Nouveau Testament, et un cycle avec l'Évangile selon Marc. Le style est typiquement byzantin, ayant repris des formes classiques, mais avec des références claires aux arts de l'Islam : l'architecture des villes en est une preuve évidente, tantôt représentée avec des structures similaires aux temples romains, tantôt avec des dômes et des tours semblables à des minarets. La présence d'écritures en grec témoigne du fait que la cathèdre a été construite pour les églises de culte chrétien oriental.
La similitude stylistique avec les Ivoires de Salerne du XIIe siècle et d'autres œuvres similaires et ultérieures, suggère que les Ivoires de Grado étaient bien connus et « cités » au début du Moyen Âge. Le cycle a presque certainement été perdu à partir de la Renaissance quand de nombreuses plaques originales ont été égarées. En 2008, les rares plaques restantes sont réparties entre les musées de Palma, Londres, Florence et Milan, ainsi que quelques collections privées.
De décembre 2007 au 4 mai 2008, une exposition rétrospective a eu lieu au musée diocésain de Salerne qui a réuni, pour la première fois, l'ensemble du cycle d'ivoire des Ivoires de Salerne ainsi qu'une partie des Ivoires de Grado et d'autres pièces de valeur dans cette matière, fabriquées à Amalfi et Salerne ou inspirées des artisans locaux.

## Attribution possible
Une plaque appartenant au cycle de Grado et actuellement à Londres, représentant la résurrection de Lazare, retrouvé à la fin du XVe siècle, dans la Cathédrale Saint-André d'Amalfi, a longtemps trompé les savants, qui ont considéré les Ivoires de Grado comme être de fabrication amalfitaine. Cette hypothèse a récemment été démentie par le fait qu'au milieu du XVe siècle, le duc d'Amalfi est Sergio Piccolomini, neveu d'Enea Silvio Piccolomini qui devient plus tard pape sous le nom de Pie II et qui, avant d'assumer la charge suprême, est, à partir de 1447, évêque de Trieste, diocèse proche de Grado. La plaque aurait donc été un « cadeau » de l'oncle à son neveu ; toutefois, cette hypothèse fait toujours l'objet de recherches.